# Atkočiškės
Atkočiškės è un villaggio del distretto di Utena della contea omonima, nel nord-est della Lituania. Secondo un censimento del 2011, la popolazione ammonta a 314 abitanti.